# 이소고구
이소고구(일본어: 磯子区)는 일본 가나가와현 요코하마시의 18개 구 중 하나이다.

## 개요
1927년 10월 1일에 구제 시행으로 요코하마시 최초의 구로 탄생했다(동시에 탄생한 다른 구는 나카구(中区), 가나가와구(神奈川区), 쓰루미구(鶴見区), 호도가야구(保土ヶ谷区)이다).

## 지리
요코하마시의 동남부에 위치하며 네기시만을 향해 있는 구이다. 북쪽으로 나카구, 미나미구와 접하고 서쪽으로 고난구, 남쪽으로 사카에구, 가나자와구와 접한다.

## 교통

### 철도
- 동일본 여객철도
  - 네기시선
    - 네기시역 - 이소고역 - 신스기타역 - 요코다이역
- 게이힌 급행 전철
  - 본선
    - 뵤부가우라역 - 스기타역
- 요코하마 시사이드라인
  - 가나자와 시사이드라인
    - 신스기타역

## 주요 인물
- 미소라 히바리
- 유즈
- 이노우에 마오